# Paleotèntids
Els paleotèntids (Palaeothentidae) són una família de marsupials fòssils trobats per Florentino Ameghino en formacions del Miocè de Sud-amèrica.